# یوییس ماس
یوییس ماس (اسپانیایی: Lluís Mas‎؛ زادهٔ ۱۵ ژانویهٔ ۱۹۸۹) دوچرخه‌سوار اهل اسپانیا است.
از باشگاه‌هایی که در آن رکاب زده‌است می‌توان به کاخا رورال-سگوروس رخا اشاره کرد.